# Faune de Corée
 (janvier 2017).
La faune de Corée, une région englobant Corée du Nord et Corée du Sud, appartient au paléarctique. Des espèces natives ou endémiques de la péninsule coréenne comprennent le lièvre coréen, le cerf d'eau, le mulot coréen, la grenouille brune coréenne et l'épinette coréenne. La zone coréenne démilitarisée (DMZ) avec sa forêt et ses zones humides est un lieu de biodiversité unique, qui abrite quatre-vingt-deux espèces menacées comme la grue à couronne rouge et le léopard de l'Amour. La DMZ accueille 70 espèces de mammifères, plus de 300 espèces d'oiseaux et environ 3 000 espèces de plantes.
Dans le même temps, les populations d'ours, lynx, tigres, panthères et léopards, qui peuplaient autrefois la péninsule coréenne, sont devenus très rares. La faune locale a subi des dommages au cours de l'occupation japonaise de la Corée de 1910 à 1945 et après la guerre de Corée, en particulier en raison de la chasse excessive des tigres.

## Par région
La faune de la Corée peut être divisée en faune de la Corée du Nord et de la faune de la Corée du Sud (en).

## Faune
La faune de Corée provient d'écosystèmes qui peuvent être vus en Chine et sont particulièrement abondants dans les oiseaux de nos jours, comme le héron blanc, qui a été un symbole de l'imagerie de la nature locale et de la poésie. La péninsule coréenne accueille 515 espèces signalées d'oiseaux, qui à partir de 2011 représentent environ 3 à 5 % du total mondial. La Corée du Sud compte environ 370 espèces d'oiseaux. Une cinquantaine d'espèces sont résidentes permanentes et le reste sont migratrices. Les plans d'eau sont habités par des oiseaux migrateurs et des grues. La campagne ouverte est habitée par le faisan commun. Les zones humides sud-coréennes prennent en charge plus d'un million de canards et d'oies hivernants.
Les carnivores comprennent les belettes, les blaireaux et la martre. La partie nord de la péninsule coréenne abrite des antilopes et des chiens viverrins.
La faune aquatique comprend environ 212 espèces de poissons d'eau douce. Quatre espèces d'entre eux ont reçu le statut de Monument Naturel - l'anguille marbrée, le barbe tacheté, la truite de Mandchourie et le poisson mandarin doré. La péninsule coréenne possède un nombre significatif d'espèces de poissons d'eau douce indigènes, qui comprennent le taimen coréen, Coreobagrus coréen, trémie tachetée coréenne, poisson-chat torrent sud et Gobioninae. La faune marine endémique comprend le Hongeo et le sébaste coréen.
Le nombre d'espèces d'insectes dans la péninsule coréenne est estimé à environ 12 300.